# Canton de Mrauk-U
Le canton de Mrauk-U (birman : မြောက်ဦးမြို့နယ်) est un canton du district de Mrauk-U, dans l'État de Rakhine, en Birmanie. La ville principale est Mrauk U, qui comprend les 7 quartiers urbains des cantons. Le canton est en outre divisé en 96 village tract (en) regroupant un total de 248 villages.